# 空間音楽
空間音楽（くうかんおんがく）は、音楽としての空間ではなく、空間としての音楽。エリック・サティの考え方に基づく。
音響オブジェ的役割の音楽的効果やそこに存在するものとしての立体音響。
アクースモニウムのようにスピーカーによって空間を構築するものもある。
生活空間や非生活空間を問わず、空間における音楽の役割、重要性を考えて構築されていく。環境音楽等のジャンルから、更に細分化されたジャンル。

## ミュージシャン
- 菅大祐
- 奥野和憲